# Lyssa patroclus
Lyssa patroclus is een vlinder uit de familie van de uraniavlinders (Uraniidae). De wetenschappelijke naam is gepubliceerd in 1758 door Linnaeus in de tiende editie van Systema naturae.

## Verspreiding en leefgebied
De vlinder komt voor van India en China, via Zuidoost-Azië tot in noordelijk Australië.